# Vlaštica (planina)
Vlaštica je planina u BiH, 915 metara visoka i dominantna kota u neposrednom dubrovačkom zaleđu. Sa nje se pruža pogled na Rijeku Dubrovačku, Elafitska ostrva i brdo Srđ na čijim je padinama sagrađen grad Dubrovnik. Vlašticu može da se vidi iz Hrvatske, iz Rijeke dubrovačke i sa vidikovaca na Elafitskim ostrvima (Koločepu, Lopudu i Šipanu).